# Parc national de Kampinos
Le parc naturel national Kampinos (ou « Parc national Kampinoski », ou « parc national de Kampinos ») ou « parc de la forêt de Kampinos » ;  Kampinoski Park Narodowy en polonais), est deuxième le plus vaste des 23 parcs nationaux de Pologne, couvrant environ 38 500 hectares.  Il couvre l'ancienne forêt de Kampinos (Puszcza Kampinoska). Il est situé dans l'est du centre de la Pologne, dans la voïvodie de Mazovie, à 14 km au nord-ouest du centre-ville de Varsovie. 
Il est jumelé avec le parc national des Indiana Dunes, aux États-Unis.
Le symbole du parc est l'élan qui y a été réintroduit en 1951 après avoir été dans cette région exterminé par la chasse au XVIIIe siècle. Cette espèce a failli disparaître de Pologne ; il n'en restait que quelques exemplaires à la fin de la Seconde Guerre mondiale, dans des zones humides très isolées.

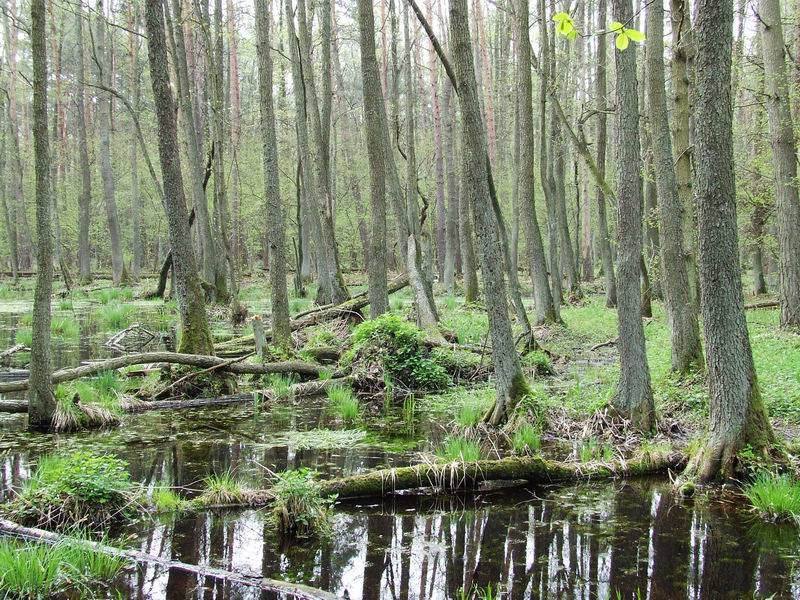
Autre type de boisement humide de Kampinos.

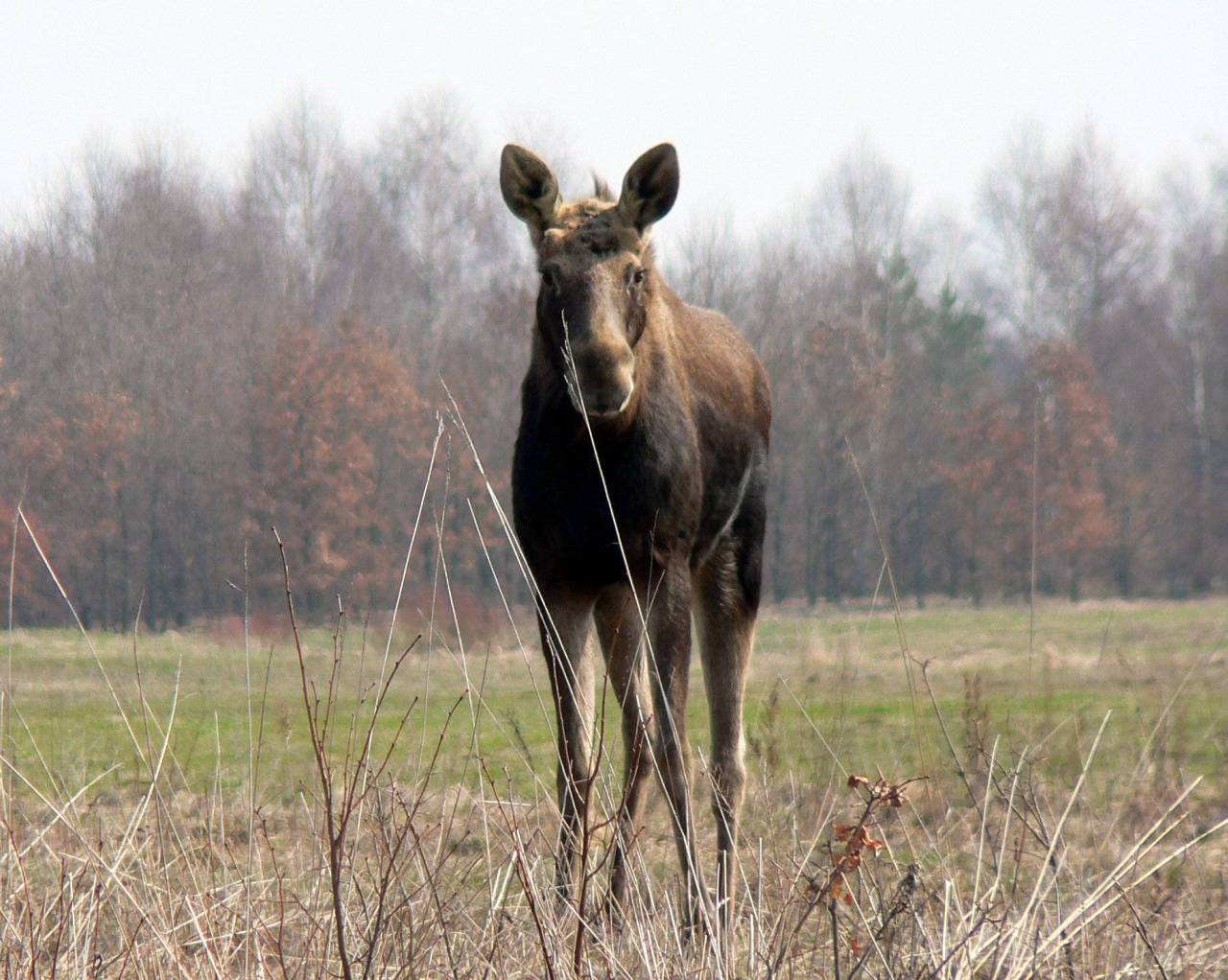
Élan, réintroduit dans le parc et en Pologne, il contribue activement à l'entretien des milieux ouverts et des zones humides (faucardage).

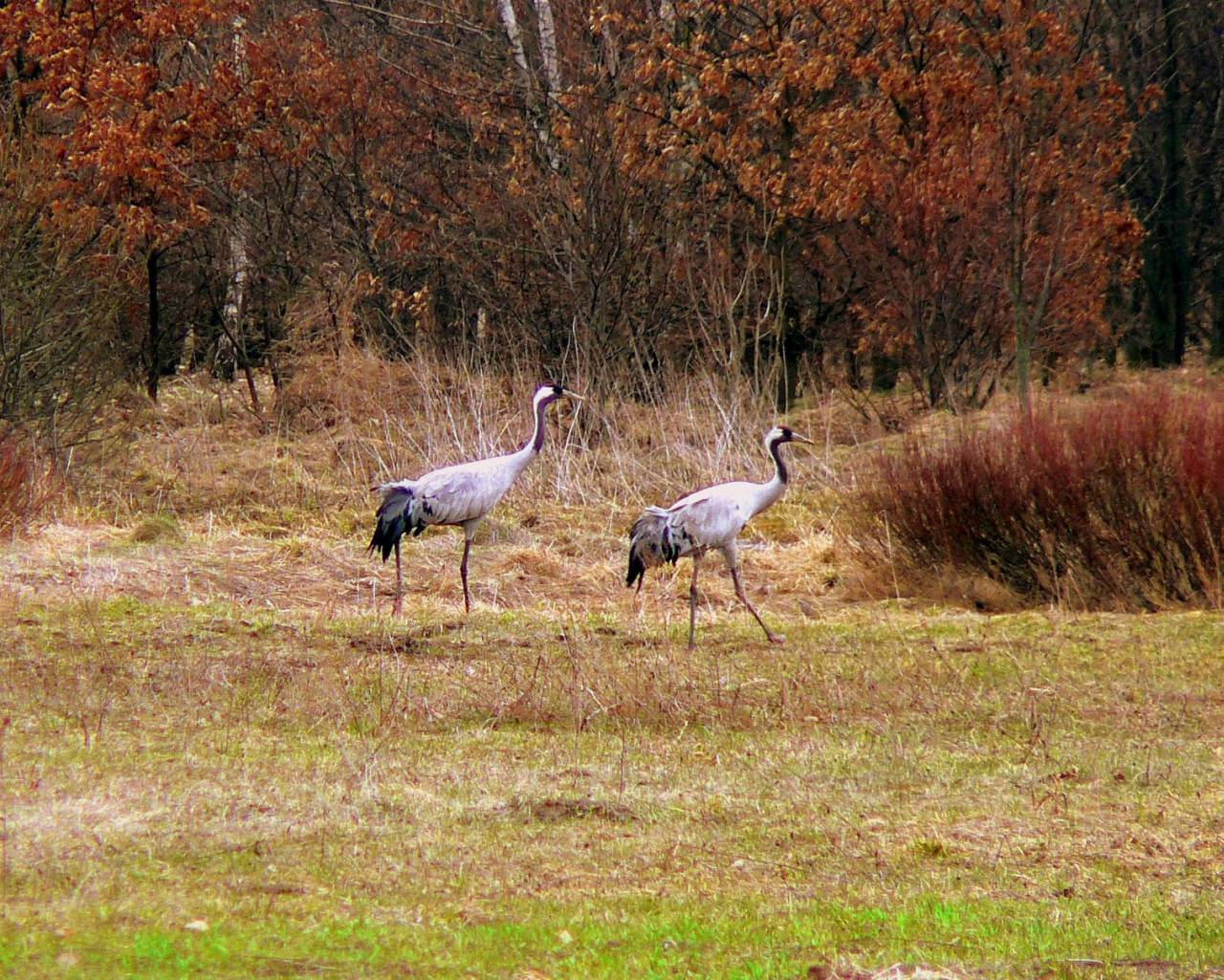
Les zones humides ouvertes accueillent de nombreux oiseaux d'eau nicheurs et migrateurs, dont la grue cendrée.

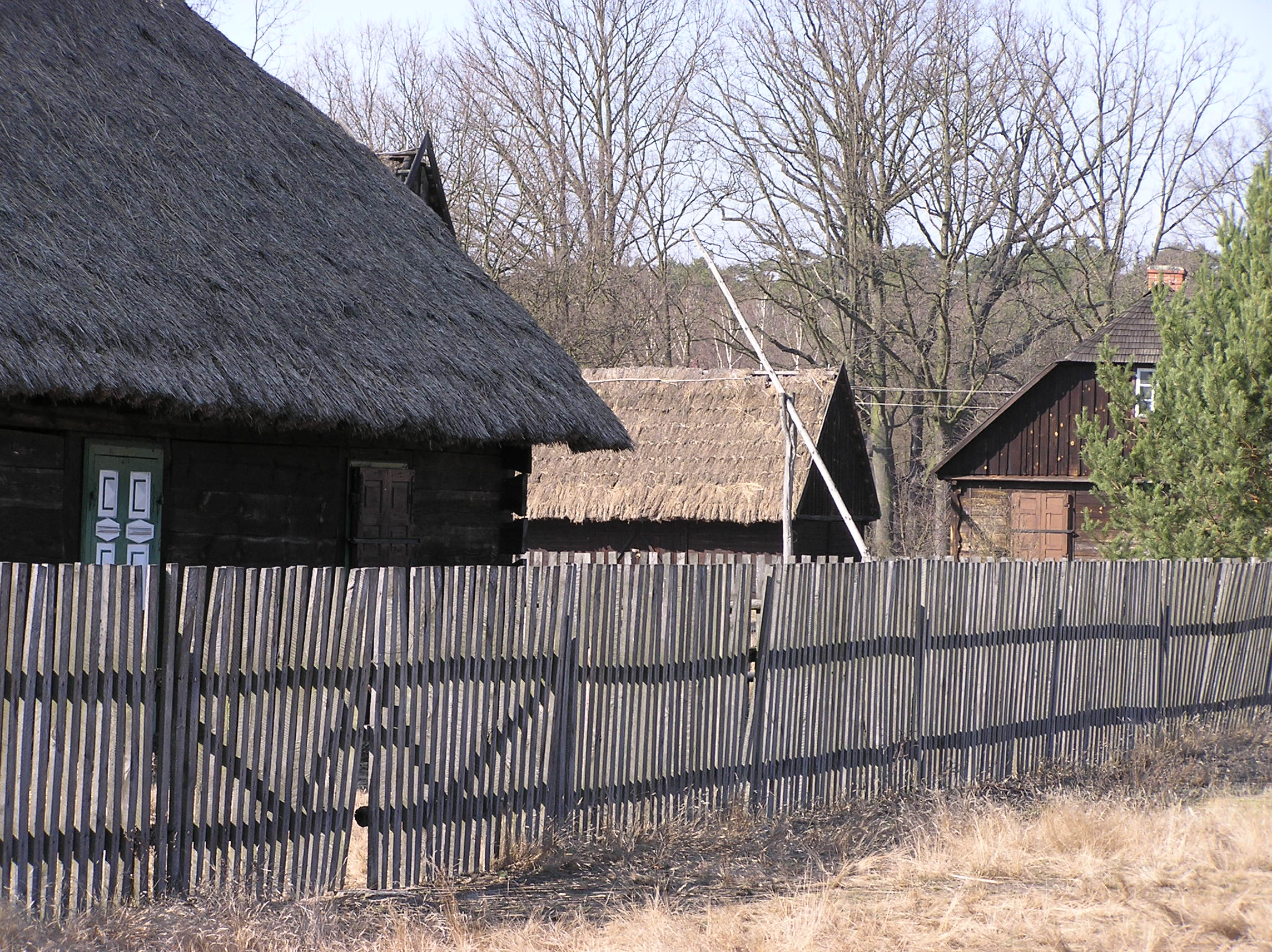
Bâtiments d'accueil du public, dans le style des constructions typiques du parc et des environs (bois, chaume).

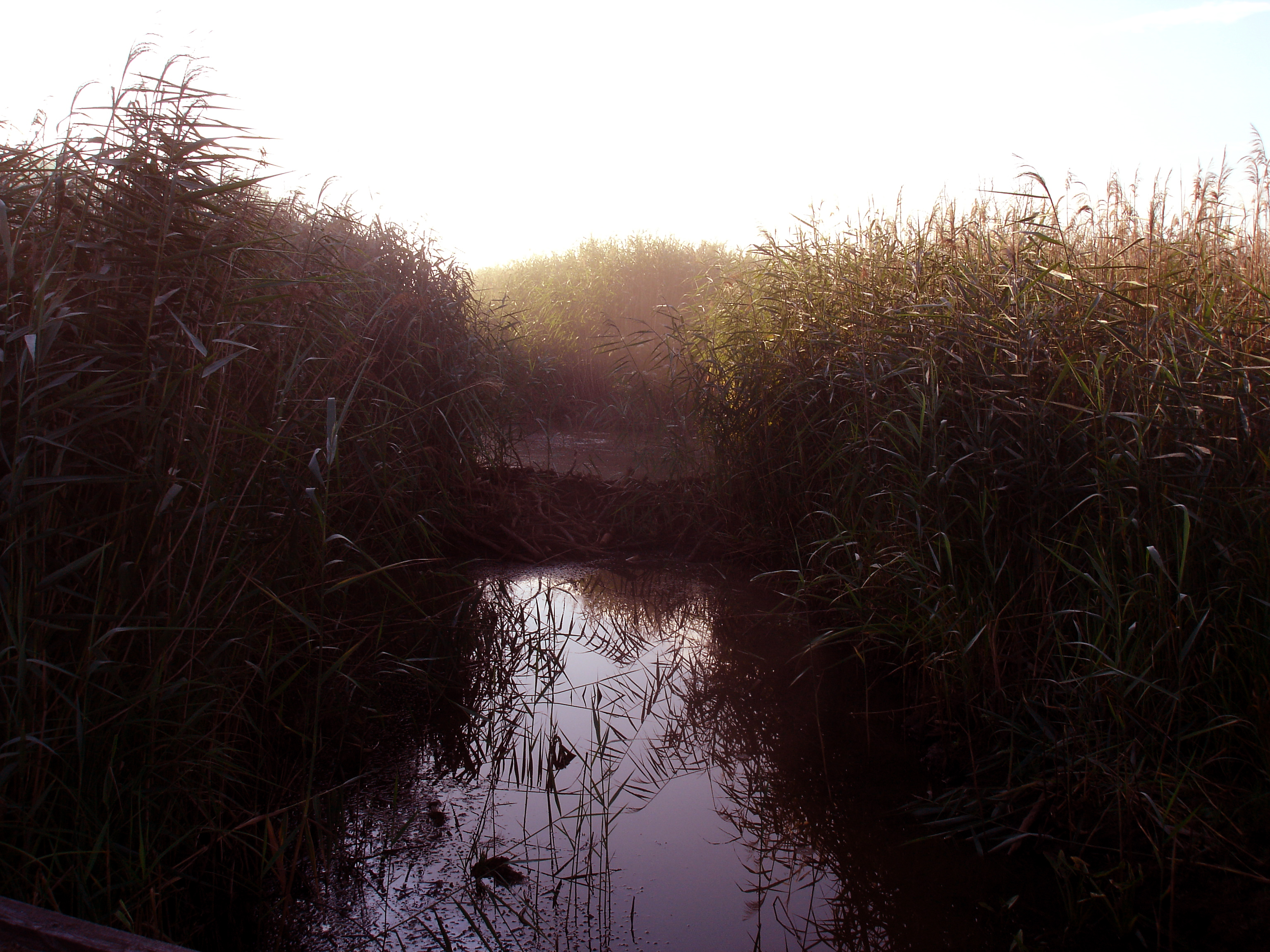
Canal Zaborowski

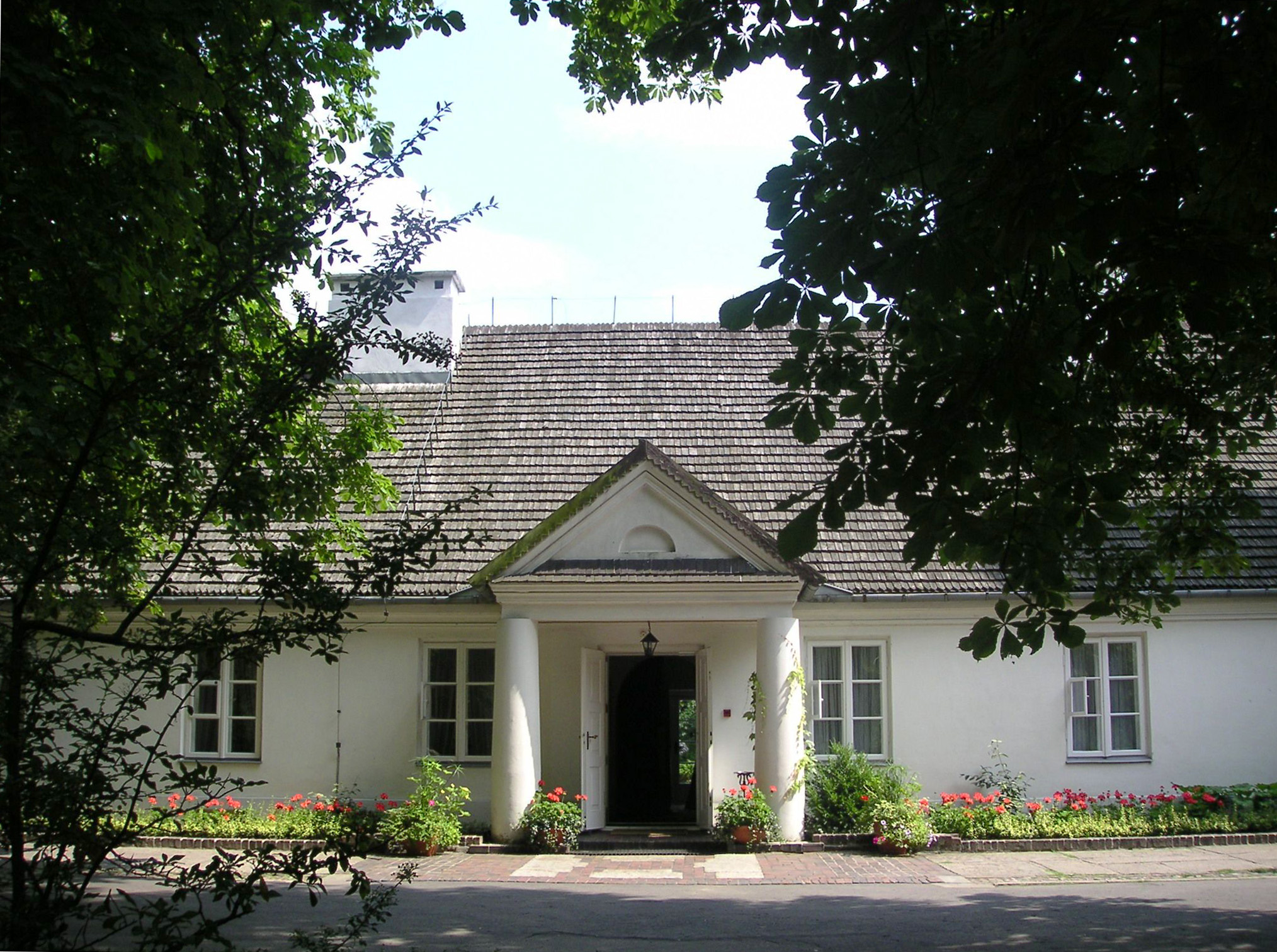
La maison natale de Frédéric Chopin.

## Situation géographique
Le parc, au centre-est du pays, est limité à l'est par la capitale Varsovie et sa périurbanisation (trois millions d'habitants dans la conurbation), ainsi que par la Vistule, et au sud par l'autoroute Berlin-Moscou. À l'ouest, il est limité par une vaste zone d'agriculture, de plus en plus intensive.

## Histoire
L'idée de créer un parc dans cette région est apparue vers 1920. Dans les années 1930 les premières réserves forestières ont été formées (Granica, Sieraków et Zamczysko). Aujourd'hui, ces réserves se sont beaucoup étendues, et sont strictement protégées.
Le parc lui-même n'a officiellement été créé qu'en 1959, sur une superficie totale de 407 kilomètres carrés.
En janvier 2000, le parc a été intégré dans la liste des réserves de biosphère de l'UNESCO (programme sur l'homme et la biosphère). Le parc est en fait aujourd'hui moins vaste qu'il n'était originellement prévu (385,44 kilomètres carrés, dont 46,38 km² sont strictement protégés). Une zone-tampon périphérique de protection porte sur 377,56 km ². 

## Paysage
Il est varié, essentiellement constitué d'alternances de dunes, de zones sableuses alluviales alternant avec des sols marécageux où poussent des pins (sur sables et marais). La forêt et les bois couvrent 75 % environ du parc. Le pin y est l'essence la plus commune. 15 % du territoire est agricole et 10 % sont des landes et marais tourbeux ou paratourbeux. 

12 % de la superficie sont protégés de façon stricte (Réserve Naturelle).

## Richesses écologiques
Elles sont liées au fait que le Kampinos est riche en zones humides, car situé à la jonction des plus grands fleuves de Pologne entre les vallées de la Vistule, le Bug, Narew, Wkra et Bzura. Il n'existe pas de lac dans le parc qui est en quelque sorte drainé par le plus grand fleuve du Parc ; la Łasica (affluent de la Bzura).
La biodiversité floristique du parc est très élevée, avec près de 1245 espèces de plantes répertoriées (dont 69 sont protégées). 
La faune est également très riche, avec à proximité de la vallée de la Vistule selon les biologistes polonais environ 16000 espèces d'animaux, dont les plus nombreux sont des insectes (plus de 4 500 espèces répertoriées) et les oiseaux (environ 200 espèces). On peut notamment y observer le cerf, le sanglier, la grue cendrée, la cigogne noire, le faucon pèlerin, l'aigle, le loup gris et l'élan.
L'équipe du parc a développé une importante expertise en matière de réintroduction de plusieurs animaux :
- L'élan (à partir de 1951 avec des animaux de souche sibérienne, importés de Russie et d'abord élevés dans un enclos de 146 hectares puis relâchés dans la forêt (14 individus en 1956). En 1970, la population atteignait 140 individus, et l'enclos a été détruit. Dès 1959, des élans ont essaimé et créé de petits noyaux de populations ailleurs en Pologne, pour atteindre une métapopulation estimée à 4.400 individus en 1978. Les marais de la Biebrzra (parc national situé dans une vallée de 65 000 hectares) ont notamment été recolonisés par les élans qui y ont trouvé un milieu idéal, qui leur a permis de reconstituer une population dense de 400 individus environ, avec une densité (en 1998) de 1,4 animal/100 hectares où ils coexistent avec d’autres herbivores sauvages et domestiques).

La population du parc est régulée par la chasse pour maintenir un nombre d'environ 120 élans afin qu'ils ne concurrencent pas trop les 3000 autres cervidés du parc (cerfs et chevreuils) et qu'ils n'endommagent pas trop les arbres qui sont une ressource financière vitale pour le parc.
- Le castor a été réintroduit à partir de 1980
- Le lynx réintroduit en 1992, qui reconstitue peu à peu une petite population.

83 espèces animales considérés comme en danger trouvent refuge tout ou partie de l'année dans ce parc national.

## Patrimoine historique
La zone du parc est également riche historiquement, de nombreux événements importants liés à l'histoire de la Pologne s'y étant déroulés. 

Les témoignages du passé sont nombreux, comprenant les tombes des insurgés du soulèvement contre l'occupation russe (1863), les cimetières de la guerre polono-allemande de 1939 et les tombeaux des résistants de la seconde Guerre mondiale (1944-45). Au cimetière Palmiry reposent de nombreux habitants de Varsovie, secrètement tués là par les Allemands dans les années 1939-1945. À Żelazowa Wola se trouve la maison où est né le compositeur Frédéric Chopin.

## Tourisme, menaces et état écologique
Le parc et ses environs accueillent les touristes : marche, vélo et ski, avec possibles locations de chevaux, randonnée guidées sur un réseau de 360 kilomètres de sentiers et 200 km d'itinéraires cyclables dans le parc.
Le parc abrite une grande variété de milieux dunaires et de zones humides plus ou moins enforestées de grande qualité en termes de naturalité, mais il est peu à peu devenu un isolat écologique (entouré par des routes, une agriculture intensive ou la ville). 

Quelques grands animaux mobiles semblent néanmoins parfois parvenir à le quitter pour joindre d'autres milieux naturels. Ainsi, les naturalistes ont ils été surpris de trouver une femelle de lynx libérée dans le parc l'été 1994 (dans le cadre d'un programme de réintroduction) dans une autre forêt située à 60 km du sud-ouest du parc de Kampinos. On pense qu'elle a utilisé les berges de rivière Bzura comme corridor biologique pour se déplacer.
Une des menaces, outre les retombées de pollution atmosphérique, est la surfréquentation, avec plus d'un million de visiteurs par an, en raison de la proximité de la capitale.

## Compléments